# دریگانلی
دریگانلی (به انگلیسی: Derrygonnelly) یک روستا در بریتانیا است. دریگانلی ۵۹۴ نفر جمعیت دارد.